# Tusen år hos Gud
Tusen år hos Gud är ett prosastycke av den svenske författaren Stig Dagerman som handlar om förhållandet mellan människan och Gud. Det är en prolog till en aldrig fullbordad roman om Carl Jonas Love Almqvist i landsflykt. Den gavs ut 1954 och hyllades som ett av Dagermans främsta och märkligaste verk. Berättelsen finns även utgiven i den postuma samlingen Dikter, noveller, prosafragment.

## Digitaliserad utgåva
- Tusen år hos Gud : en berättelse. Stockholm: Norstedt. 1954. Libris g1r6lmj6djmrplzh. https://gupea.ub.gu.se/2077/84603